# Herb prowincji Górny Śląsk

Herb pruskiej prowincji górnośląskiej przedstawiał na tarczy w polu błękitnym pół złotego (wyskakującego) orła, pod nim złotą kosę w pas i skrzyżowane złote "młotki" górnicze.
Orzeł symbolizował podzielony w 1922 roku Górny Śląsk, kosa rolnictwo, a skrzyżowane pyrlik i żelasko – górnictwo.
Herb projektu Otto Huppa ustanowiony przez pruski rząd 1 czerwca 1926 roku i używany był do 1938 roku, tj. do pierwszej likwidacji prowincji górnośląskiej.